# زانیتس
زانیتس (به آلمانی: Sanitz) یک شهر در آلمان است که در روشتوک واقع شده‌است. زانیتس ۵٬۹۱۲ نفر جمعیت دارد.

## خواهرخوانده
شهر Świdwin خواهرخواندهٔ زانیتس هست.